# Shelter Me (chanson)
Pour les articles homonymes, voir Shelter Me.

Shelter Me est une chanson écrite par le guitariste-chanteur Tom Keifer. Cette chanson est le premier single de l'album Heartbreak Station de Cinderella en 1990.
Le texte évoque la censure, citant ouvertement le PMRC et Tipper Gore. Tipper Gore est la dirigeante du PMRC (Parents Music Resource Center), un organisme qui a fait poser sur les boîtiers de disques des autocollants affichant Parental Advisory - Explicit Lyrics (en français avertissement parental - paroles choquantes) à partir de 1985. Aux États-Unis, les magasins Wal-Mart refusent de vendre les albums avec cet autocollant.